# Aegomorphus wappesi
Aegomorphus wappesi es una especie de escarabajo longicornio del género Aegomorphus, tribu Acanthoderini, subfamilia Lamiinae. Fue descrita científicamente por Galileo, Martins & Santos-Silva en 2015.

## Descripción
Mide 11,5 milímetros de longitud.

## Distribución
Se distribuye por Bolivia.